# Tafraouten
Tafraouten (franska: Tafraouten (CR), Tafraouten (Commune Rurale), arabiska: سيدي دحمان) är en kommun i Marocko.   Den ligger i provinsen Taroudannt och regionen Souss-Massa, i den centrala delen av landet, 400 km sydväst om huvudstaden Rabat. Antalet invånare är 9 267.